# T-498
T-498 – radziecki, a następnie egipski trałowiec z okresu zimnej wojny, jeden z ośmiu pozyskanych przez Egipt trałowców proj. 254. Okręt został zwodowany 14 sierpnia 1954 roku w stoczni numer 363 w Leningradzie, a do służby w Marynarce Wojennej ZSRR przyjęto go 31 października tego roku. W 1956 roku jednostka została zakupiona przez Egipt i weszła w skład Marynarki Wojennej pod nazwą „Dakahlijja” 25 czerwca tego roku. Okręt, oznaczony w ciągu wieloletniej służby numerami 305, 672 i 507, nadal służy we flocie egipskiej (stan na 2019 rok).

## Projekt i budowa
Prace nad pełnomorskim trałowcem bazowym rozpoczęły się w ZSRR w 1943 roku, na bazie doświadczeń z budowy i eksploatacji trałowców projektu 58 i projektu 263. Początkowo projektem zajmowało się biuro konstrukcyjne CKB-370, następnie CKB-17, a ostateczną koncepcję jednostki opracowało CKB-363 w 1946 roku. Nowe okręty miały być zdolne do określania granic pól minowych i ich likwidacji, prowadzenia trałowań kontrolnych i rozpoznawczych, torowania przejść w polach minowych, eskortowania za trałami innych jednostek i stawiania min. Dodatkowym wymaganiem była zdolność do wykrywania i niszczenia okrętów podwodnych. W 1947 roku rozpoczęto produkcję seryjną jednostek proj. 254, budując łącznie ok. 180 okrętów w wersjach 254, 254K, 254M i 254A.
T-498 zbudowany został w stoczni numer 363 w Leningradzie (numer stoczniowy 175). Stępkę okrętu położono 19 stycznia, został zwodowany 14 sierpnia, a do służby w Marynarce Wojennej ZSRR wszedł 31 października 1954 roku.

## Dane taktyczno-techniczne
Okręt jest dużym, pełnomorskim trałowcem. Długość całkowita wynosi 58 metrów (54 metry na konstrukcyjnej linii wodnej), szerokość 8,5 metra i zanurzenie 2,3 metra. Wykonany ze stali, całkowicie spawany kadłub jednostki podzielony jest na jedenaście przedziałów wodoszczelnych (od dziobu): I – forpik i magazyn, II – komora łańcuchowa i magazyn żywności, III – pomieszczenia mieszkalne i służbowe oraz magazyny, IV – zbiorniki i pomieszczenia załogi, V – komora amunicyjna, VI – mechanizmy pomocnicze, VII – maszynownia, VIII – magazyny i komora amunicyjna, IX – wały napędowe i pomieszczenia załogi, X – magazyn trałowy i XI – maszyna sterowa i magazyny: chemiczny i mundurowy. W przebiegającym niemal na całej długości kadłuba dnie podwójnym mieszczą się zbiorniki paliwa, wody i zęzy. Pod podwyższonym pokładem dziobowym znajdują się kolejno: magazyn farb, urządzenie kotwiczne, jadalnia oficerska, kabiny oficerów i pomieszczenia podoficerskie. W dalszej części nadbudówki znajdują się pomieszczenia mechanizmów radiotechnicznych, kambuz, przewody kominowe, pomocniczy generator prądotwórczy oraz bęben kabloliny trału elektromagnetycznego. Dwuipółkondygnacyjna nadbudówka dziobowa mieści pomieszczenie dowódcy, kabinę szyfrów, kabiny radio, pomieszczenie operatorskie urządzeń radiotechnicznych, sterówkę, kabinę nawigacyjną ze stanowiskiem operatora sonaru oraz, na szczycie, zadaszone stanowisko dowodzenia i wysoki, trójpodporowy maszt z antenami radarów i reflektorem. Wyporność standardowa wynosi 500 ton, a pełna 597 ton. Okręt napędzany jest przez dwa nawrotne, turbodoładowane czterosuwowe silniki wysokoprężne 9D o łącznej mocy 2200 KM, poruszające poprzez wały napędowe dwiema śrubami o stałym skoku. Maksymalna prędkość okrętu wynosi 14 węzłów (maks. 8,3 węzła podczas trałowania). Zasięg wynosi 2200 Mm przy prędkości 14 węzłów, 3200 Mm przy 10 węzłach i 1500 Mm z trałem przy prędkości 7 węzłów. Energię elektryczną wytwarzają dwa generatory o mocy 100 KM i jeden o mocy 34 KM. Autonomiczność okrętu wynosi 7 dób.

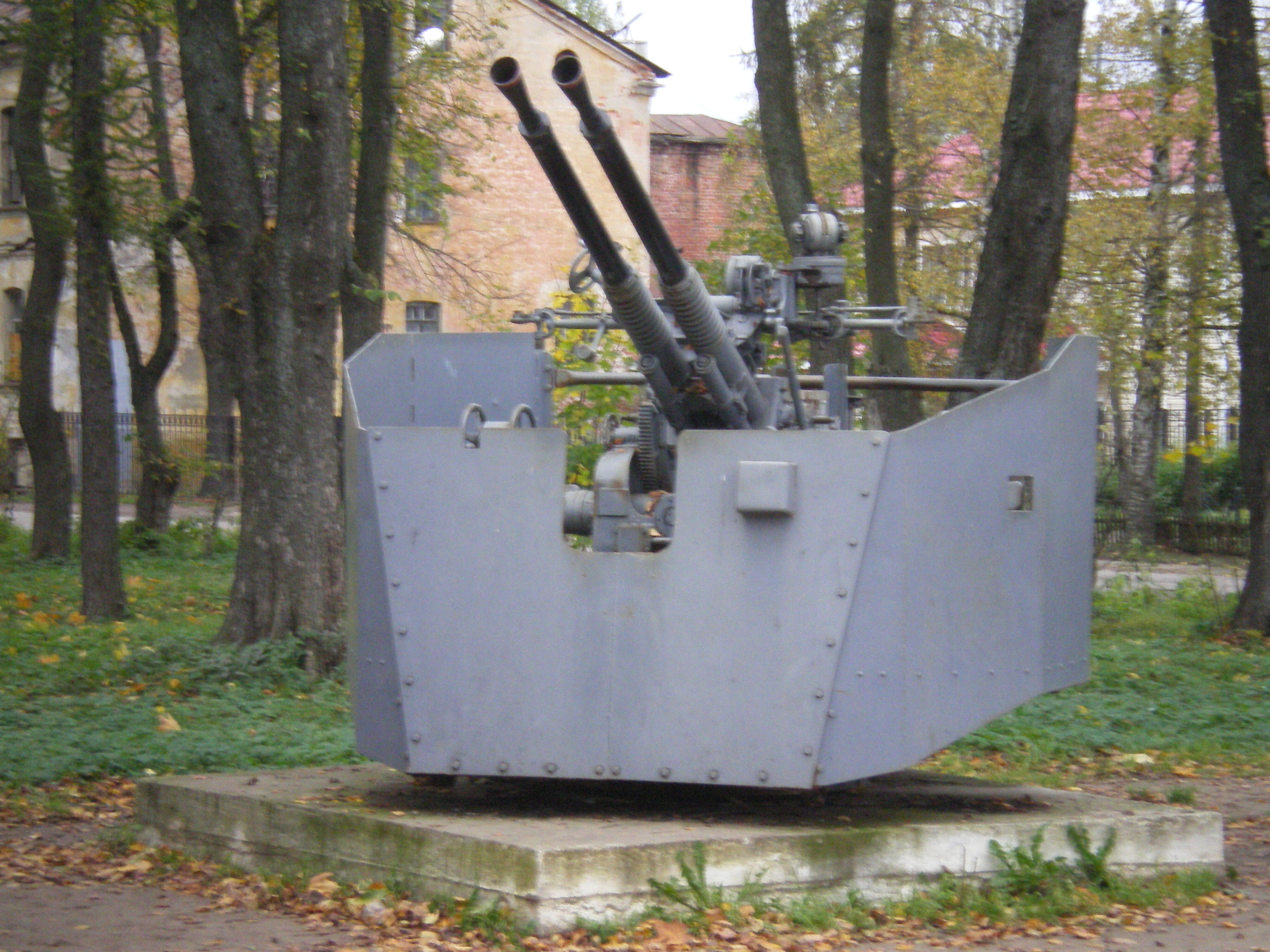
Zestaw artyleryjski W-11M kal. 37 mm

Uzbrojenie artyleryjskie jednostki stanowią dwa podwójne zestawy działek przeciwlotniczych W-11M kal. 37 mm L/70, umieszczone na pokładzie dziobowym i łodziowym, z zapasem 1000 sztuk amunicji na lufę. Donośność praktyczna wynosi 7000 metrów (pozioma), a pułap zwalczania samolotów wynosi około 4000 metrów. Na okręcie umieszczono też cztery podwójne stanowiska wielkokalibrowych karabinów maszynowych DSzK 2M-1 kal. 12,7 mm L/79 (dwa na nadbudówce dziobowej i dwa na pokładzie łodziowym, po obu stronach komina), z zapasem 2000 sztuk amunicji na lufę. Broń ZOP stanowią dwa miotacze BMB-1 z zapasem 10 bomb głębinowych B-1. Ponadto okręt posiada dwa tory minowe, na których może przenosić 10 min typu KB-3 lub 16 wz. 08/39. Wyposażenie uzupełniają trały: dwa kontaktowe MT-1 lub MT-2, jeden trał elektromagnetyczny TEM-52 i dwa akustyczne BAT-2. Wyposażenie radioelektroniczne obejmuje system rozpoznawczy „swój-obcy” typu Kremnij-2 (składający się z urządzenia nadawczego Fakieł-MZ i odbiorczego Fakieł-MO), radiostację UKF R-609, nadajnik KF R-644, odbiornik KF R-671, odbiornik pełnozakresowy R-675, radionamiernik ARP-50-1,2M, sonar Tamir-11, radar obserwacji ogólnej Lin-M i system radionawigacji Rym-K, składający się ze stacji odbiorczej Nr 4 i urządzenia Koordinator. Jednostka wyposażona jest też w wyrzutnie dla 8 świec dymnych MDSz, windę kablową o uciągu 800 kG, dwa żurawiki trałowe o udźwigu 3 tony każdy, 10-wiosłową łódź okrętową i tratwy ratunkowe. 
Załoga okrętu składa się z 77 oficerów, podoficerów i marynarzy.

## Służba
T-498 służył we Flocie Bałtyckiej do 1956 roku, kiedy został zakupiony przez Egipt (wraz z bliźniaczymi jednostkami T-497, T-499 i T-500). Trałowiec przyjęto w skład Marynarki Wojennej tego państwa 25 czerwca 1956 roku. Okręt, nazwany „Dakahlijja” (arab. دقهلية), oznaczony był w ciągu wieloletniej służby numerami 305, 672 (od 1978 roku) i 507 (od 1987 roku). Jednostka nadal znajduje się w składzie egipskiej floty (stan na 2019 rok).